# Cheiloneurus giraulti
Cheiloneurus giraulti är en stekelart som beskrevs av Trjapitzin och Zuparko 2005. Cheiloneurus giraulti ingår i släktet Cheiloneurus och familjen sköldlussteklar. Inga underarter finns listade i Catalogue of Life.